# Nebrioporus kiliani
Nebrioporus kiliani är en skalbaggsart som först beskrevs av Henri de Peyerimhoff 1929.  Nebrioporus kiliani ingår i släktet Nebrioporus och familjen dykare. Inga underarter finns listade i Catalogue of Life.